# Kari (astronomia)
Kari (designazione provvisoria S/2006 S 2) è un satellite naturale di Saturno. La sua scoperta è stata annunciata da Scott Sheppard, David Jewitt, Jan Kleyna, Brian Marsden il 26 giugno 2006 dalle osservazioni effettuate tra gennaio e aprile 2006. Ad aprile 2007 gli venne assegnato il nome che deriva da Kári, figlio di Fornjót, e personificazione del vento nella mitologia norrena.
Ha un diametro di circa 7 km e orbita attorno a Saturno in moto retrogrado ad una distanza media di 22 305 100 km in 1243,71 giorni.